# Jules d'Herbauges
Pour les articles homonymes, voir Herbauges.
Julie Rousseau de Saint-Aignan, dite Jules d’Herbauges en littérature, née le 5 septembre 1816, au château de Saint-Aignan-de-Grandlieu et morte le 24 juillet 1871 chez son neveu Stanislas de La Laurencie, au château de la Grillonnais (Basse-Goulaine), est une poétesse et écrivaine française, qui a essentiellement vécue au château de Saint-Aignan.

## Biographie

### Enfance
Julie Rousseau nait le 5 septembre 1816, au château de Saint-Aignan-de-Grandlieu. Ses parents sont Marie Henriette Félicité Juchault de La Moricière et  Louis Rousseau de Saint-Aignan. Son oncle est Nicolas-Auguste-Marie Rousseau de Saint-Aignan. La famille Rousseau de Saint-Aignan fait partie de la noblesse française.
Ses parents se marient en 1807. Ils ont 4 enfants : Louis Marie Aimé nait en 1803 ; Jules Christophe Marie nait et meurt en 1806 ; Amélie nait en 1809, se marie à Hippolyte Rousselot de Saint-Céran et meurt en 1872. Ce sont les descendants de cette branche qui sont les propriétaires du château  au XXIe siècle (famille du Plessix).

### Poétesse et écrivaine
Poétesse et écrivaine, Julie Rousseau de Saint-Aignan décide de publier ses œuvres sous un nom d'emprunt, un nom d'homme. Elle publie donc son premier livre La Jaguerre en 1850, qui parle de la guerre de Vendée, à l’âge de 34 ans sous le nom de « Jules d'Herbauges ». Il a également été publié dans la Revue des Deux Mondes, le 15 octobre 1850.
L'origine de son nom d’emprunt vient de la légende de la cité d'Herbauges liée au Lac de Grand-Lieu. C'est le nom de la cité maudite gauloise qui aurait été engloutie au fond du Lac de Grand-Lieu par colère divine à la suite du rejet de l'évangélisateur Saint-Martin de Vertou, par les habitants. Les habitants auraient, selon la légende refusé de se convertir à la religion catholique, et l'eau jaillit pour faire disparaitre la cité. Laissant place au Lac de Grand-Lieu actuel.Et le choix du prénom, est peut être celui de son frère ainé décédé, Jules Christophe Marie,,.
Sous les conseils des imprimeurs, il était fréquent que les femmes usent d’un pseudonyme afin de faciliter les ventes dans un XIXe siècle assez peu enclin à l’égalité entre les hommes et les femmes. Toutefois, dans sa correspondance avec François Buloz, bien avant la publication de son premier livre, elle use de ce pseudonyme et ne dévoile pas sa véritable identité. D'ailleurs, toutes ses correspondances pour son métier d'écrivaine parvenaient à Nantes, dans l’ancien domicile de son père à la rue Beau Soleil, chez Madame Clouet et non à son propre domicile du château de Saint-Aignan. Les enveloppes retrouvées étaient à destination de Monsieur le Comte Jules d’Herbauges.
À travers ses écrits, on perçoit un intérêt pour le peuple, ses croyances, son quotidien, dans la lignée des auteurs romantiques que sont Georges Sand, Gérard de Nerval ou Prosper Merimée.
Elle exerce en tant que feuilletoniste. Ces écrivains envoyaient leurs œuvres par chapitres successifs, comme Balzac, aux revues, lesquelles les publiaient en bas de page chaque semaine. Un procédé de fidélisation qui exigeait des coupures habiles pour maintenir un suspens comme une série télévisée. L'exercice exige d’avoir un rythme d’écriture très régulier,.
Dans La poursuite de l’idéal, en 1866, elle écrit ceci à propos d'elle : « Or, ayant dû me décider à passer sur ces côtes une saison de bains de mer, je fus tout d’abord si effarouché par la foule  élégante qui remplissait Pornic, qu'entraîné par mon naturel peu sociable et même, je l’avouerai, assez sauvage, j’allai m’établir dans un petit bourg dont l’aspect paisible et comparativement solitaire m’avait séduite. »
Le petit bourg dont il est question est La Bernerie-en-Retz. Elle est aussi à Préfailles en villégiature de temps en temps. Patrice Pipaud, auteur d’un article Séjours d’écrivain(e)s et d’artistes à La Bernerie-en-Retz, Julie de Saint-Aignan dite Jules d’Herbauges (1816-1871) » écrit d'elle : « Jules préfère le petit peuple bernerien aux aristocrates et bourgeois mondains de Pornic qui viennent la visiter. »

## Œuvre littéraire
Elle a écrit 11 livres. La majorité ayant un lien avec la région, voire sa commune et le Lac de Saint Aignan de Grandlieu qui est un site naturel rempli de légendes de son enfance. Elle y dépeint souvent la vie des habitants autour du lac, et le pays de Retz.
Après La Jaguerre, suivra Prosper publié en 1853 dans La Revue des Deux Mondes, le 15 mai 1853.
« De distance en distance, un point obscur, immobile ou glissant lentement sur les flots, signalait une barque de pêcheur, et dans les traînées de lumière, les bandes d’oiseaux aquatiques qui abondent dans ces parages prenaient bruyamment leurs ébats. »
En 1857, elle écrit Esquisses et récits publié aux éditions Hachette & Cie,,. C'est un recueil de nouvelles rassemblant La Jaguerre, Prosper, Mine et contre-mine, L’île de Cabrera et La Grande Perrière, . Ces dernières étant des récits historiques d'événements.
« Esquisses et récits, tel est le titre de ce volume [...] Mr Jules d'Herbauges qui les a signées, appartient heureusement à cette école pour laquelle la simplicité est l'une des premières conditions de l'art. Il a voulu que l'émotion sortit de l'étude des caractères et de la vérité de la situation [...] Un autre mérite que l'on trouve dans ces récits, c'est que Mr d'Herbauges s'est appliqué à ne parler que des choses qu'il connaît et qu'il a pu étudier. Cela donne à ce recueil de 5 nouvelles un caractère de sincérité littéraire qui en augmente le charme. »
En 1863, Émile Grimaud, secrétaire de la Revue de Bretagne et de Vendée et imprimeur, en lisant Emploi du paysage dans la littérature, lui réclame d'autres œuvres littéraires du même genre car « j’ai le plaisir de lire en ce moment, [...] et qu’il vous convint de nous les offrir, nous les publierons bien volontiers. Et nos lecteurs déjà charmés par cette toute gracieuse Emma, les accueilleraient avec une sympathie qui n’est pas douteuse ».

## Hommages posthumes
La commune de Saint Aignan lui rend hommage à différent titres.
Une école porte son nom. Une fête, « Au village de Jules d’Herbauges », est organisée pour lui rendre hommage lui rend hommage de la fin des années 1990 jusqu'au début des années 2000  . Une actrice jouait le rôle de Jules d’Herbauges afin de la rendre à nouveau visible du grand public.
Depuis 2010, cette fête est devenue le festival Les Festifolies d'Automne qui met en valeur des histoires et mœurs de l'époque, se mélant à de l'imaginaire, du conte et des arts de rue.

### Publications
- Jules D'Herbauges, La Jaguerre, Revue des Deux Mondes  (1829-1971), 1850 (ISBN ISSN 0035-1962[à vérifier : ISBN invalide]), vol. 8, no 2, p280–309
- Prosper, Revue des Deux Mondes (1829-1971), vol. 2, no 4, 1853 (ISBN ISSN 0035-1962[à vérifier : ISBN invalide]), p. 686–709
- Classification Dewey 904, Esquisses et récits, Hachette et Cie, 1857 (ISBN R240075973[à vérifier : ISBN invalide])
- Le Comté nantais (1857), publié dans la Revue des Provinces de l’Ouest en novembre 1857[26],[27].
- Les pêcheurs de Grand Lieu (1860)[28], publié dans la Revue nationale en mars et avril 1860 et publié à nouveau en 1876 dans la Revue des Deux Mondes [29].
- Edmond (1860), publié dans La Revue nationale en juillet 1860.
- Emploi du paysage en littérature (1860), publié dans La Revue nationale en 1860.
- La rue des Nobles (1861), qui se déroule à Nantes, Le musée des familles - lectures du soir (no 31).
- Louise Amaury (1863) qui se déroule à Nantes, publié dans La Revue nationale.
- La causerie moderne, publié dans la Revue de Bretagne et de Vendée, mars 1864[30].
- La poursuite de l’idéal Nantes, imprimerie Vincent Forest et Emile Grimaud, 1866[13], qui évoque Pornic et la Bernerie en Retz[31].
- L'île de Cabrera et la Grande Perrière, superstitions et mœurs campagnardes - d'Auguste Molinier, 1893, 112 pages.
- Le musée des familles, lecture du soir, livraison no 27, La rue des nobles par Jules d'Herbauges[32].
- Le musée des familles, lecture du soir, livraison no 31, La rue des nobles par Jules d'Herbauges[33].